# Nuffield Lodge
Nuffield Lodge è una villa situata lungo Prince Albert Road, all'interno di Regent's Park, a Londra: la villa e il suo giardino sono classificati come di I grado tra i parchi e giardini storici.

## Storia e descrizione
La villa venne costruita tra il 1822 e il 1824 con il nome di Grove Lodge: questa venne progettata dall'architetto Decimus Burton su commissione del geologo George Bellas Greenough. Fu il nipote di Decimus Burton, Henry Marley Burton, che nel 1877 ne realizzò l'ampliamento. Nel 1907 fu acquista da Sigismund Goetze, il quale ne curò gli interventi di decorazioni delle pareti interne nel 1909, anno in cui la residenza venne riconvertita in studio d'artista. Nel 1952 fu venduta alla Nuffield Foundation e ribattezzata Nuffield Lodge. La Nuffield Foundation rinunciò alla villa nel 1986 e diventò residenza privata. Nel 2014 venne restaurata dal Neil Tomlinson Architects per conto del sultano Qabus dell'Oman.
Nella lista del patrimonio storico del Regno Unito la villa, classificata come di I grado, è descritta come uno dei primi esempi di Burton nell'uso strutturale del ferro e del vetro.